# San José, Amatenango de la Frontera
San José är en ort i Mexiko.   Den ligger i kommunen Amatenango de la Frontera och delstaten Chiapas, i den sydöstra delen av landet, 900 km sydost om huvudstaden Mexico City. San José ligger 867 meter över havet och antalet invånare är 145.
Terrängen runt San José är bergig åt nordost, men åt sydväst är den kuperad. San José ligger nere i en dal som går i nord-sydlig riktning. Runt San José är det ganska tätbefolkat, med 108 invånare per kvadratkilometer. Närmaste större samhälle är Motozintla de Mendoza, 17,7 km sydväst om San José. I omgivningarna runt San José växer huvudsakligen savannskog.